# Wien – Berlin
Wien – Berlin ist ein deutscher Stummfilm aus dem Jahre 1926 von Hans Steinhoff in Gestalt einer heiteren Alltagsbetrachtung mit Charlotte Ander und Anita Dorris in den Hauptrollen.

## Handlung
Die Handlung erzählt von einer Wiener und einer Berliner Familie, den  Grollmanns (Berlin) und den Berndörfers (Wien), ihren Ähnlichkeiten und ihren Gegensätzen, deren Geschichten in der heiteren Geschichte parallel verlaufen und einander gegenübergestellt werden. Da ist einerseits Herr Grollmann, ein arbeitsamer Berliner Industrieller, für den die Pflicht und Rechtschaffenheit über alles geht. Man ist fleißig, preußisch korrekt und stellt die Arbeit über alles. Dagegen die Familie Berndörfer, bei der man auch gern mal Fünfe grade sein lässt.
Das führt dazu, dass man in der österreichischen Hauptstadt bei den Berndörfers Probleme gewärtigen muss, die man in Berlin nicht kennt: Der überkommenen Traditionen zuliebe, auf die man partout nicht verzichten will, gerät Hausvorstand Berndörfer in Zahlungsschwierigkeiten. Doch die ungleichen Schwestern Berlin und Wien reichen sich über alle Wesensunterschiede hinweg die Hand. Direktor Grollmann bietet nach dem Tode des Patriarchen Berndörfer den Wienern an, das alte Berndörfer-Haus zu sanieren. Dies bringt beide Familien sehr nahe und mündet in der Eheschließung zwischen zwei Vertretern beider Familien.

## Produktionsnotizen
Wien – Berlin entstand im Mai und im Juni 1926 im Terra-Glashaus, passierte die Filmzensur am 22. Juli 1926 und wurde im darauf folgenden Monat in Berlins Gloria-Palast uraufgeführt. Der Film besaß eine Länge von 2005 Metern, verteilt auf sechs Akte.
Jacob Lorsch übernahm die Produktionsleitung, Hans Jacoby entwarf die Filmbauten.

## Kritik
Paimann’s Filmlisten resümierte: „Das Sujet wirkt besonders durch seine gelungenen Gegenüberstellungen, läßt leicht sentimentale mit heitere [sic!] Szenen wechseln, ist flott inszeniert, die Darstellung ausgezeichnet, auch Aufmachung und Photographie recht sauber.“